# Andrea Berrini
Andrea Berrini (Milano, 1953) è un imprenditore, scrittore e editore italiano.

## Biografia
Nel 1997, partecipò al primo Microcredit Summit di Washington, che riunì leader politici provenienti da tutto il mondo (fra cui l'allora first lady Hillary Clinton e la Regina Sofia di Spagna) e i pionieri del microcredito (fra cui il bengalese Muhammad Yunus e il gruppo di ACCION). Da quella esperienza, decise di fondare nel 1999 la CreSud, una delle prime società finanziarie di microcredito, inizialmente gestendola con capitali propri e poi allargandola alla partecipazione di altri attori del mondo del commercio equo e solidale, come le cooperative Mandacarù e Chico Mendes e il consorzio Altromercato.
All'attività di scrittore, affianca quella di esperto in letterature contemporanee asiatiche. Ha collaborato con il quotidiano il manifesto e le riviste Linea d'ombra e Nuovi Argomenti.
Nel 2009, Berrini fonda la casa editrice Metropoli d'Asia, che si propone di far conoscere in Italia gli scrittori contemporanei asiatici.

## Opere
- Kenya e Tanzania, Milano, CLUP, 1985, ISBN 88-7005-669-4.
- L'anima dei bulldozer, Milano, Baldini & Castoldi, 1996, ISBN 88-8089-169-3.
- Storie africane, Torino, EDT, 2001, ISBN 88-7063-532-5.
- Noi siamo la classe operaia, Milano, Baldini Castoldi Dalai, 2004, ISBN 88-8490-479-X.
- Quattrini, il romanzo del microcredito, Milano, Baldini Castoldi Dalai, 2009, ISBN 88-8490-479-X.
- Scrittori dalle metropoli, Guidonia, Iacobelli, 2017, ISBN 9788862523387.
- Metropoli d'Asia, Torino, EDT, 2022, ISBN 9788859265955.